# Öndóttur
Öndóttur (n. 892) es el nombre de un caudillo vikingo y uno de los primeros colonos de Islandia. Su historia está emparejada con Sleitu-Björn Hróarsson y la región de Skagafjörður. Estableció su hacienda en Viðvíkursveit que previamente había adquirido a Sleitu-Björn. Su nieto, Thorvardur Sage-Böðvarsson construyó la primera iglesia de Hjaltadalur en 984. El clan familiar de los Ásbirningar reivindicaron ser los descendientes de Öndóttur.
Su hijo Böðvar Öndottsson (n. 920) es un personaje de la saga Þorskfirðinga.